# Мур, Эмиль
Эмиль Мур (фр. Émile-Jean Moure; 1855, Бордо, Франция — 1941, Канны, Франция) — французский врач, оториноларинголог. Один из инициаторов объединения изучения вопросов этиологии, патогенеза, клинической картины, диагностики, лечения заболеваний уха, носа, гортани и глотки в рамках одной дисциплины.
Образование получил в Париже. Стажировался в Германии, Австрии, России, Англии. Вернулся в Бордо, пожертвовал много денег на строительство клиники St. Augustin (является ныне основной базой института оториноларингологии Жоржа Портманна). В 1882 году создает французское общество оториноларингологов (фр. Société française d'oto-rhino-laryngologie). Основатель ежемесячного издания «Revue mensuelle de Laryngologie, d'Otologie et de Rhinologie». Среди оториноларингологов также известен, как хирург, предложивший один из доступов при радикальной операции на верхнечелюстной пазухе, обеспечивающий широкий подход к полости носа и носоглотки.

## Семья
Его зять — Жорж Портманн, признанный мастер. Его именем назван институт оториноларингологии в Бордо.
Его внук — Мишель Портманн, знаменитый отохирург. Длительное время возглавлял Институт Жоржа Портманна. Президент французского общества оториноларингологов.
Его правнук — Дидье Портманн, отохирург.